# 2781 Kleczek
A 2781 Kleczek (ideiglenes jelöléssel 1982 QH) a Naprendszer kisbolygóövében található aszteroida. Zdenka Vávrová fedezte fel 1982. augusztus 19-én.